# Oleg Serebrian
Oleg Serebrian (13 de julio de 1969) es un geopolítico, diplomático y político moldavo. Fue dirigente del Partido Social-Liberal (2001 - 2008) y diputado del Parlamente moldavo (2005 - 2010). Es doctor en geopolítica, especialista en geopolítica y estrategia internacional. En 1998 escribe su primer libro, Geopolítica del Mar Negro ("Geopolitica spaţiului pontic"). En 2006 escribe Diccionario de geopolítica ("Dicţionar de geopolitică"), su trabajo más importante sobre geopolítica internacional.
Según Serebrian, “debido a su lejanía del océano, el Mar Negro tiene un hinterland inmenso e importante” (Geopolítica del Mar Negro). Además, el mar se sitúa por un lado en el cruce de las dos religiones, el cristianismo y el islamismo y, por el otro lado, de dos familias de pueblos: indoeuropeos y uralo-altaicos. Dos gran potencias, UE y Rusia, y dos potencias regionales, Ucrania y Turquía, construyen sus concepciones estratégicas, políticas y económicas teniendo en cuenta el Mar Negro y su espacio adyacente.
En 2010, Oleg Serebrian asumió el cargo de Embajador de Moldavia en Francia y ante la Unesco.
- Datos: Q955070
- Multimedia: Oleg Serebrian / Q955070